# Élections municipales de 2020 en Basse-Autriche
Les élections municipales de 2020 en Basse-Autriche ont eu lieu le 26 janvier 2020 afin d'élire les 11725 conseillers municipaux et les bourgmestres de 567 communes de Basse-Autriche. Dans le même temps, ont lieu des élections régionales dans le Burgenland. L'ÖVP garde sa position de premier parti de la région. La tendance est similaire à celle observée aux élections législatives de 2019.

## Modalités du scrutin
L'ÖVP, avec 570 listes, a été le seul parti à se présenter dans toutes les communes. Le SPÖ a présenté 567 listes, le FPÖ 365, les Verts 126 et NEOS 37. 207 listes indépendantes se sont aussi présentées. Les élections pour les villes statutaires de Sankt Pölten, Krems an der Donau et Waidhofen en der Ybbs ont lieu à des dates différentes. À Stockerau (district de Korneuburg), Wolkersdorf im Weinviertel et Pillichsdorf (toutes les deux dans le district de Mistelbach), les élections municipales ont eu lieu le 24 mars 2019.

## Résultats
| Partis                    | Partis                                                 | Voix      | %     | +/-  | Conseillers | +/-           |
| ------------------------- | ------------------------------------------------------ | --------- | ----- | ---- | ----------- | ------------- |
|                           | Parti populaire autrichien (ÖVP)                       | 509 969   | 52,69 | 2,43 | 7000        | 308           |
|                           | Parti social-démocrate d'Autriche (SPÖ)                | 265 524   | 27,76 | 3,25 | 3130        | 348           |
|                           | Les Verts - L'Alternative verte (Grünen)               | 56 448    | 5,90  | 1,40 | 407         | 98            |
|                           | Parti de la liberté d'Autriche (FPÖ)                   | 55 562    | 5,81  | 1,95 | 486         | 186           |
|                           | NEOS - La nouvelle Autriche et le Forum libéral (NEOS) | 12 066    | 1,26  | 0,37 | 58          | 22            |
|                           | Autres partis                                          | 62 833    | 6,57  | 0,98 | 644         | 106           |
|                           |                                                        |           |       |      |             |               |
| Suffrages exprimés        | Suffrages exprimés                                     | 956 402   | 98,34 |      |             |               |
| Votes blancs et invalides | Votes blancs et invalides                              | 16 128    | 1,66  |      |             |               |
| Total                     | Total                                                  | 972 530   | 100   | -    | 11725       | en stagnation |
| Abstentions               | Abstentions                                            | 508 438   | 34,33 |      |             |               |
| Inscrits / participation  | Inscrits / participation                               | 2 480 968 | 65,67 |      |             |               |

### Par ville

#### Wiener Neustadt
| Partis             | Partis                                                 | Voix   | %     | +/-   | Conseillers | +/-           |
| ------------------ | ------------------------------------------------------ | ------ | ----- | ----- | ----------- | ------------- |
|                    | Parti populaire autrichien (ÖVP)                       | 8 292  | 45,01 | 11,07 | 19          | 5             |
|                    | Parti social-démocrate d'Autriche (SPÖ)                | 4 818  | 26,15 | 14,15 | 11          | 6             |
|                    | Parti de la liberté d'Autriche (FPÖ)                   | 2 598  | 14,10 | 2,43  | 6           | 1             |
|                    | Les Verts - L'Alternative verte (Grünen)               | 1 826  | 9,91  | 4,77  | 4           | 2             |
|                    | NEOS - La nouvelle Autriche et le Forum libéral (NEOS) | 424    | 2,30  | Nv.   | 0           | en stagnation |
|                    | Autres partis                                          | 464    | 2,52  | -     | 0           | en stagnation |
|                    |                                                        |        |       |       |             |               |
| Suffrages exprimés | Suffrages exprimés                                     | 18 422 |       |       |             |               |

#### Klosterneuburg
| Partis             | Partis                                                 | Voix   | %     | +/-  | Conseillers | +/-           |
| ------------------ | ------------------------------------------------------ | ------ | ----- | ---- | ----------- | ------------- |
|                    | Parti populaire autrichien (ÖVP)                       | 5 944  | 42,69 | 4,83 | 18          | 2             |
|                    | Les Verts - L'Alternative verte (Grünen)               | 2 935  | 21,08 | 7,30 | 9           | 3             |
|                    | Parti social-démocrate d'Autriche (SPÖ)                | 1 439  | 10,33 | 2,64 | 4           | 1             |
|                    | Plateforme notre Klosterneuburg                        | 1 423  | 10,22 | 2,38 | 4           | 1             |
|                    | NEOS - La nouvelle Autriche et le Forum libéral (NEOS) | 1 022  | 7,34  | 2,14 | 3           | 1             |
|                    | Parti de la liberté d'Autriche (FPÖ)                   | 838    | 6,02  | 3,19 | 2           | 2             |
|                    | Liste Peter Hofbauer                                   | 323    | 2,32  | 0,82 | 1           | en stagnation |
|                    |                                                        |        |       |      |             |               |
| Suffrages exprimés | Suffrages exprimés                                     | 13 924 |       |      |             |               |

#### Baden
| Partis             | Partis                                                 | Voix   | %     | +/-  | Conseillers | +/-           |
| ------------------ | ------------------------------------------------------ | ------ | ----- | ---- | ----------- | ------------- |
|                    | Parti populaire autrichien (ÖVP)                       | 5 163  | 41,59 | 5,45 | 18          | 3             |
|                    | Les Verts - L'Alternative verte (Grünen)               | 2 360  | 19,01 | 6,11 | 8           | 3             |
|                    | Nous Badenais - Liste citoyenne Jowi Trenner           | 1 867  | 15,04 | 7,97 | 6           | 4             |
|                    | Parti social-démocrate d'Autriche (SPÖ)                | 1 744  | 14,05 | 3,19 | 6           | 2             |
|                    | NEOS - La nouvelle Autriche et le Forum libéral (NEOS) | 675    | 5,44  | 1,21 | 2           | 1             |
|                    | Parti de la liberté d'Autriche (FPÖ)                   | 476    | 3,83  | 1,17 | 1           | 1             |
|                    | Notre Baden jusque 2025                                | 128    | 1,03  | Nv.  | 0           | en stagnation |
|                    |                                                        |        |       |      |             |               |
| Suffrages exprimés | Suffrages exprimés                                     | 12 413 |       |      |             |               |